# Aprenentatge basat en problemes

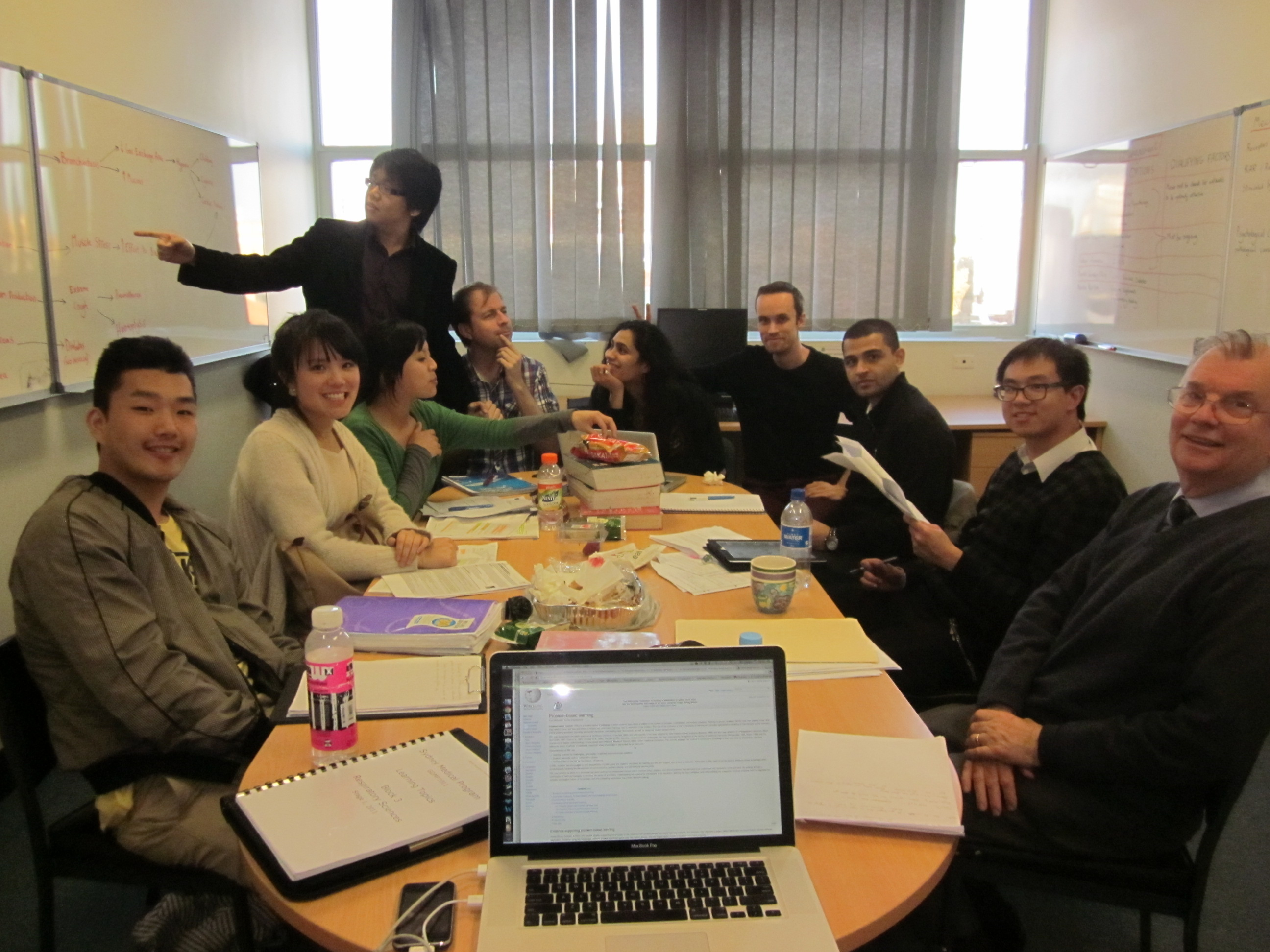
Grup treballant en ABP

L'aprenentatge basat en problemes o ABP és una metodologia d'aprenentatge actiu centrada en l'estudiant en la qual es planteja a un grup d'alumnes un problema real, un interrogant o una situació problematitzada que guia la investigació i, per tant, l'obtenció del coneixement.
Aquesta situació permet a l'estudiant desenvolupar hipòtesis explicatives i identificar necessitats d'aprenentatge que li permeten comprendre millor el problema i assolir els objectius d'aprenentatge establerts. Un pas addicional consisteix a identificar els principis que es relacionen amb el coneixement adquirit i que es poden aplicar a altres situacions o problemes. Els estudiants aprenen tant a desenvolupar estratègies de raonament com a adquirir coneixement de la matèria. Els objectius de l'ABP consisteixen a ajudar els estudiants a desenvolupar habilitats cognitives, com ara l'anàlisi, l'argumentació o la resolució de problemes i habilitats de caràcter interpersonal i social, com la comunicació i la cooperació. L'evolució que ha seguit l'ABP l'ha anat configurant més aviat com una filosofia, com una manera d'entendre l'educació i com un estil d'aprenentatge. Com afirma Engel els estudiants actuals estaran actius professionalment en els propers decennis. Hauran d'exercir en un període caracteritzat per canvis massius, accelerats i constants presidits per la incertesa, la qual cosa, en relació amb la seva professió, els portarà indefectiblement a la necessitat d'un aprenentatge autodirigit al llarg de tota la seva vida. La necessitat d'adaptar-se a aquests canvis exigeix el desenvolupament d'unes competències i d'unes habilitats específiques que ho facin possible.
Els estudiants treballen en grup i han d'identificar allò que ja saben, determinar el que necessiten saber per a explicar-se la situació i decidir com i on poden trobar la informació que els permeti assolir aquest objectiu. El rol del mestre és el de facilitar l'aprenentatge i donar suport als estudiants guiant la recerca, plantejant preguntes, oferint recursos i avaluant els resultats, com ho faria un mediador o un tutor (que és com es denomina el docent en els entorns d'ABP), més que no pas com un transmissor del saber. El tutor ha de fomentar la confiança dels estudiants per abordar el problema i la utilització d'una perspectiva múltiple i diversa per a contemplar-ne tota la panoràmica. L'ABP representa un canvi de paradigma de la filosofia tradicional d'ensenyament i aprenentatge basada sovint de forma exclusiva en sessions expositives. Els constructes per a l'ensenyament en ABP són força diferents dels que es fan servir en l'ensenyament tradicional basat en conferències o classes magistrals.
Aquesta pràctica docent es basa en el constructivisme, ja que considera que els aprenents poden crear el seu coneixement a partir d'experiències rellevants, on la motivació i la interacció entre iguals (aprenentatge cooperatiu) tenen un paper clau. Afavoreix l'adquisició del mètode científic, perquè encoratja els aprenents a formular hipòtesis que després han de verificar com a respostes adequades o no al problema inicial. Usualment es divideix l'aprenentatge en problemes en diverses etapes recursives, que van aprofundint i delimitant les solucions proposades.

## El procés
Segons Branda les etapes més comunes en l'ABP consisteixen, primer, en una pluja d'idees en la que els estudiants reunits en grups d'aprenentatge discuteixen una situació problemàtica que els és presentada per tal que identifiquin i discuteixin les àrees de coneixement relacionades amb la situació. A partir d'aquest primer llistat es construeix un pla d'aprenentatge per portar a terme els objectius del programa, els individuals i els del grup. Després de la primera trobada, el grup discuteix les fonts i els recursos utilitzats en el període de l'estudi i avalua críticament la informació recollida, de manera que tots els membres del grup tinguin l'oportunitat d'aplicar la informació que han estudiat al problema que s'està discutint. No es tracta d'una presentació de la informació recollida, sinó d'una reconstrucció i interpretació del coneixement adquirit. De fet el que es pretén és que l'estudiant adquireixi els recursos de què haurà de disposar en el seu futur professional. Finalment, en acabar l'anàlisi de la situació problemàtica, els estudiants han d'identificar el que han après.

## Història
L'ABP va començar a ser implementat en el programa educatiu de la Facultat de Medicina de la Universitat de McMaster a Hamilton, Ontario (Canadà) a finals de 1960 per Howard Barrows i els seus col·legues. L'educació mèdica tradicional desmotivava els estudiants que veien com la gran quantitat de material que havien de treballar durant els tres primers anys de carrera no tenia gaire a veure amb la pràctica clínica. El currículum en ABP va ser desenvolupat amb la finalitat d'estimular els estudiants, ajudar-los a veure la rellevància de l'aprenentatge per a l'exercici de futures funcions, mantenir un major nivell de motivació cap a l'aprenentatge, i per mostrar als alumnes la importància de les actituds responsables i professionals.
L'Aprenentatge Basat en Problemes ha estat adoptat per altres Facultats de Medicina, s'ha adaptat per a l'ensenyament de pregrau, així com per a l'escola primària i secundària. L'ús de l'ABP s'ha estès a les àrees de les ciències de la salut, matemàtiques, dret, educació, economia, administració i direcció d'empreses, ciències socials i enginyeria. L'ús de l'ABP, igual que altres estratègies pedagògiques centrades en l'estudiant, ha estat motivada pel fracàs evident de l'ensenyament tradicional. i per l'assoliment d'una comprensió més profunda de la manera com aprenen les persones. A diferència de l'ensenyament tradicional, l'ABP compromet activament l'estudiant en la construcció del seu coneixement. L'ABP inclou l'ús de problemes que es poden resoldre de moltes maneres diferents i que tenen més d'una solució.

## Experiències en ABP
A part de l'experiència pionera de la Universitat de McMaster, al Canadà, es registren altres experiències arreu del món.

### Amèrica
Als Estats Units es consignen experiències educatives en ABP a la Universitat Stanford, Califòrnia, la Universitat de Samford, Alabama, i la Universitat de Delaware entre moltes d'altres.
L'any 1998, la Western University of Health Sciences va inaugurar el Western University College of Veterinary Medicine, amb un currículum integrat en ABP.
L'any 2004, el Lake Erie College of Osteopathic Medicine va establir un campus a Bradenton, Florida, fent servir íntegrament un format d'ABP. Des de l'any 2006 a l'any 2010, aquest campus liderà el rànking nacional en resultats del Comprehensive Osteopathic Medical Licensing Examination of the United States (COMLEX-USA).

### Àsia
A Malàisia, s'està intentant introduir un model d'aprenentatge basat en problemes en les matemàtiques de secundària, amb l'objectiu d'educar els ciutadans en la presa de decisions en el desenvolupament sostenible i responsable. Aquest primer model va sorgir a SEAMEO RECSAM el 2008, i com a resultat dels cursos de capacitació duts a terme, va ser presentat un document a la Conferència EARCOME5 (Arxivat 2012-03-15 a Wayback Machine.) el 2010, seguit de dos treballs durant la 15 Conferència UNESCO-APEID (Arxivat 2012-12-24 a Wayback Machine.) el 2011. Posteriorment, moltes universitats de Malàisia van començar a implementar l'ABP en els seus plans d'estudi en un esforç per millorar la qualitat de la seva educació. En col·laboració amb la Universitat d'Aalborg de Dinamarca, l'ABP es va introduir a la Universitat Tun Hussein ONN Malàisia (UTHM). Des d'aleshores, el PBL s'està fent servir àmpliament en els estudis d'enginyeria i pels professors d'humanitats de la UTHM (Berhannudin, 2007). A la Universitat Malaia, els Graus de Medicina i Cirurgia i el Grau de Cirurgia Dental inclouen diverses sessions d'aprenentatge basat en problemes en el seu pla d'estudis com una forma de treballar les interaccions entre els estudiants.
L'any 2002, la Universitat Gadjah Mada de Yogyakarta, Indonèsia, va començar a oferir un programa de medicina internacional seguint la metodologia de l'aprenentatge basat en problemes.

### Austràlia
La Facultat de Salut de la Universitat de Newcastle ofereix tots els seus programes educatius en aprenentatge basat en problemes.
La Universitat Monash, de Melbourne, va ser la segona institució que va adoptar l'ABP en una Facultat de Medicina i el continua utilitzant en els graus de medicina i cirurgia que imparteix a Austràlia i Malàisia. També el fan servir a la seva Escola de Negocis.

### Europa
L'experiència més significativa a Europa per la seva implantació curricular a tots els ensenyaments és la de la Universitat de Maastricht (Arxivat 2012-09-06 a Wayback Machine.), a Maastricht, Països Baixos. La Universitat de Maastricht utilitza íntegrament l'ABP com a estratègia metodològica integrada en els estudis de les facultats de Dret, Economia, Psicologia, Humanitats i Ciències de la Salut des de l'any 1974. La Universitat d'Aalborg, a Aalborg, Dinamarca, és coneguda per la implantació d'un model propi que combina projectes i problemes, principalment en l'àmbit de les enginyeries.
Cal destacar també el currículum integrat dels estudis de Dret de la Universitat de York (Arxivat 2013-02-08 a Wayback Machine.) i els de dret de societats i de dret administratiu i constitucional de les universitats de Southampton Solent (Arxivat 2013-06-07 a Wayback Machine.) i East Anglia, respectivament.
A Catalunya hi ha experiències de currículum integrat (totalment o parcial) en ABP en els estudis d'Infermeria de la Facultat de Medicina de la Universitat Autònoma de Barcelona i en els de Medicina (Arxivat 2012-12-15 a Wayback Machine.) de la Universitat de Girona. La Universitat Politècnica de Catalunya ofereix també un Master of Science in Telecommunication Engineering & Management (MASTEAM) (Arxivat 2015-05-02 a Wayback Machine.) des del curs 2006-2007 en la modalitat d'aprenentatge basat en projectes. En l'àmbit del Dret és coneguda l'experiència pionera del GIDC Dikasteia de la Universitat de Barcelona. Recentment la Universitat de Vic (UVic) ha incorporat aquesta estratègia com a metodologia d'aprenentatge a la nova Facultat de Ciència i Tecnologia.